# Asio stygius
Asio stygius е вид птица от семейство Совови (Strigidae).

## Разпространение
Видът е разпространен в Аржентина, Белиз, Боливия, Бразилия, Венецуела, Гватемала, Доминиканската република, Еквадор, Колумбия, Куба, Мексико, Никарагуа, Парагвай, Хаити и Хондурас.